# Gerda Koppel

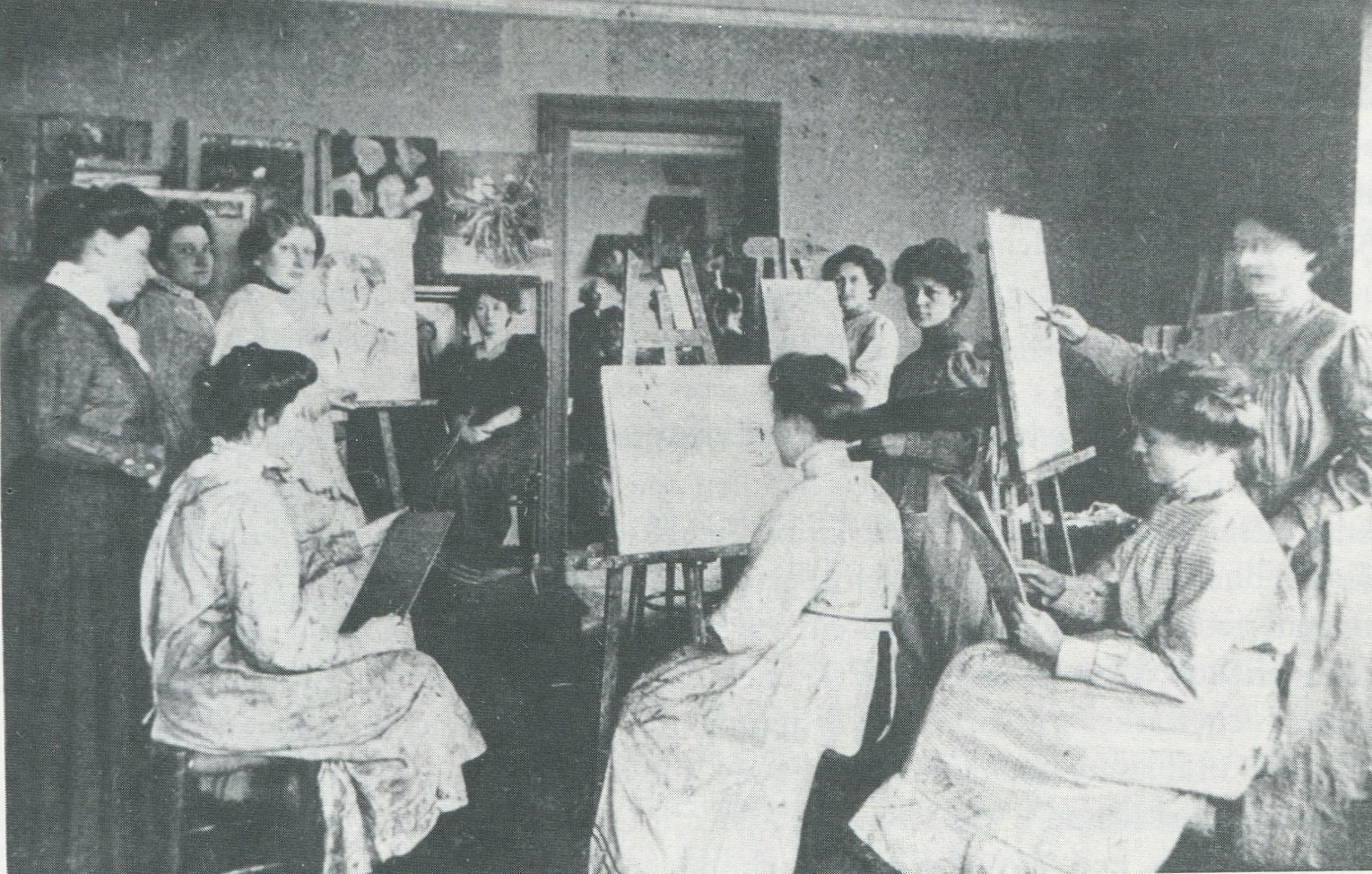
Malschule Gerda Koppel, um 1910

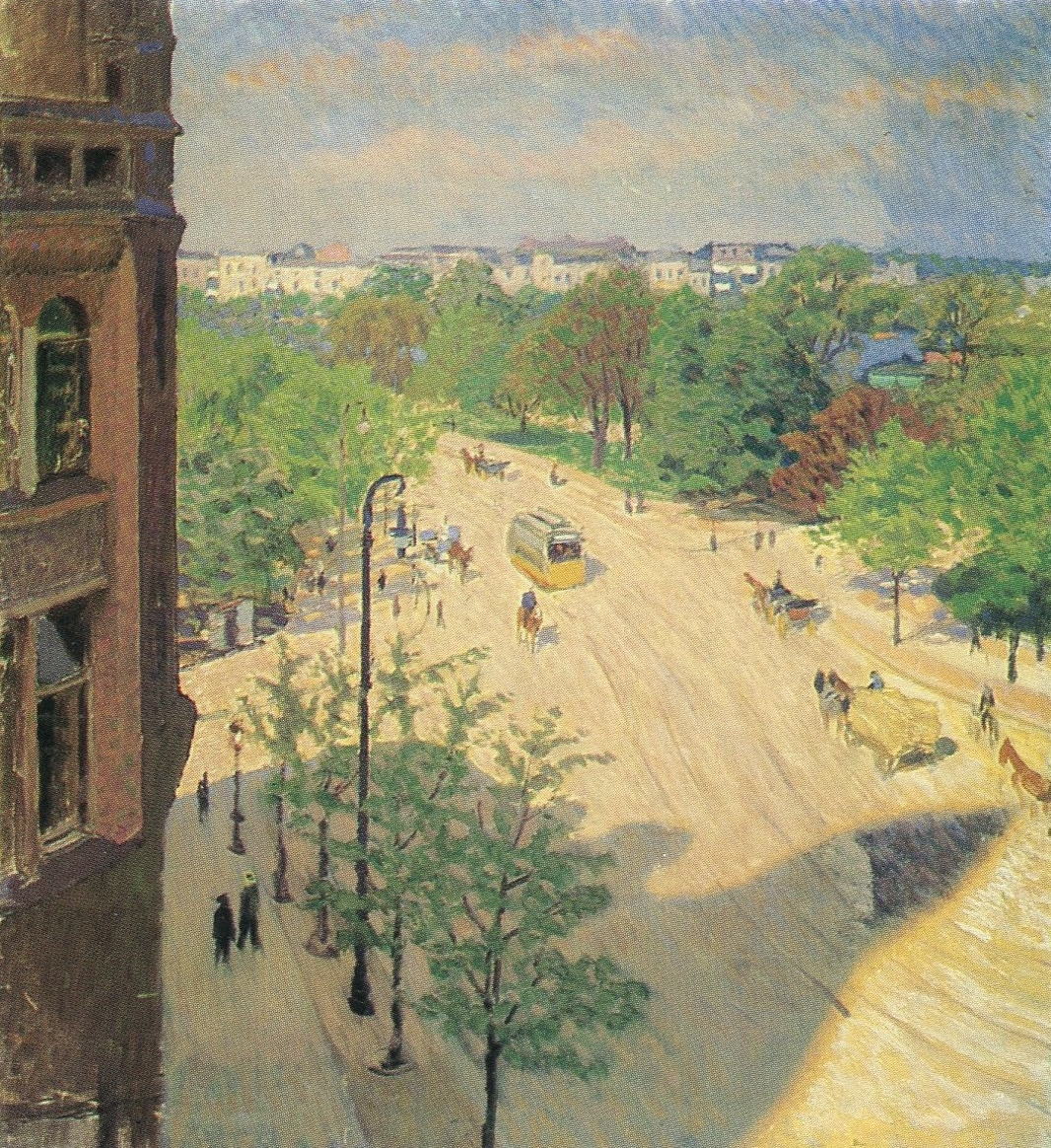
Paul Kayser: Blick aus dem Atelierfenster Koppel auf den Glockengießerwall, 1910

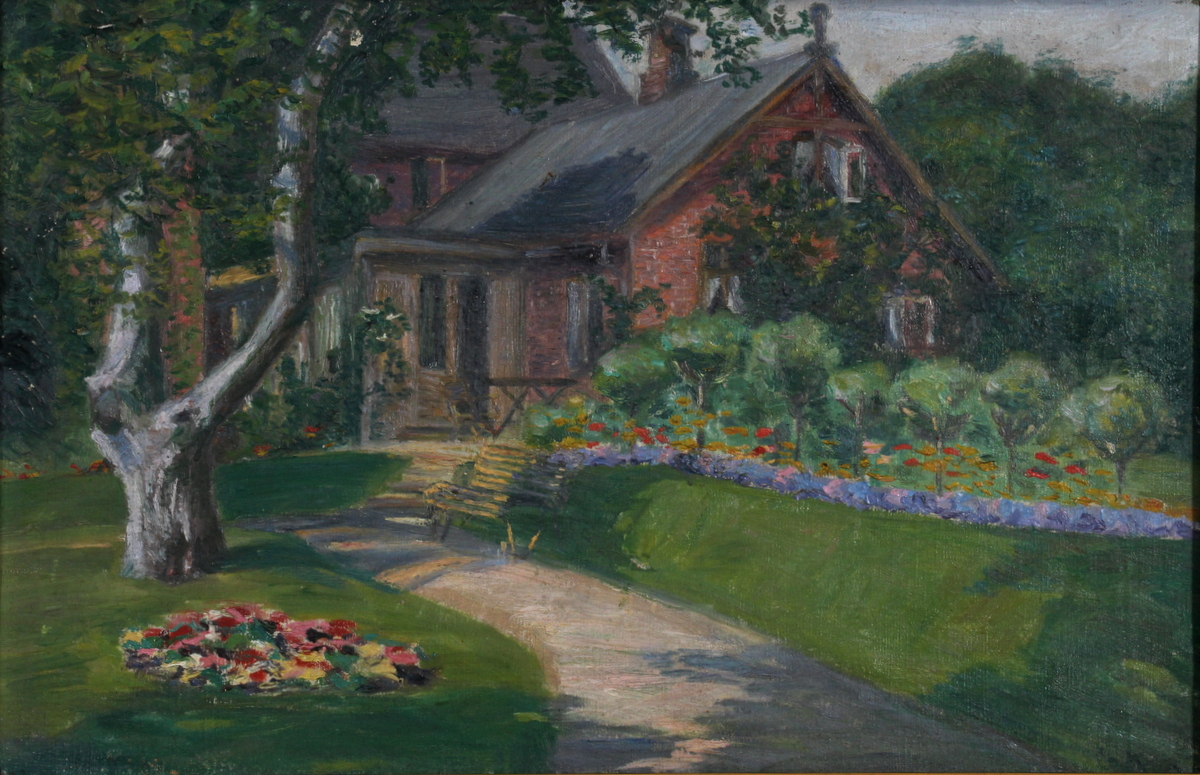
Gerda Koppel: Landhaus in Zeeland, 1905

Gerda Koppel (geboren am 28. Oktober 1875 in Hamburg; gestorben am 21. Juni 1941 in Charlottenlund oder Kopenhagen) war eine deutsche Malerin und Kunstschulleiterin.

## Leben und Wirken
Koppel besuchte die Kunstschule von Valeska Röver in Hamburg und bildete sich bei den Hamburger Malern Arthur Illies (1870–1952) und Ernst Eitner (1867–1955) weiter. 1903 war sie bei Christian Krohg (1852–1925) in Paris, dann vorübergehend in München, 1904 in Italien.
1904 übernahm Gerda Koppel die Kunstschule für Frauen am Glockengießerwall 23 in Hamburg, die 1891 von Valeska Röver gegründet worden war. Die Kunstschule war für die Malerei der Moderne und das jüdische Kulturleben in Hamburg von Bedeutung. An der Kunstschule unterrichteten Maler wie Friedrich Ahlers-Hestermann (1883–1973), Eduard Bargheer (1901–1979), Fritz Kronenberg (1901–1960), Paul Kayser (1869–1942) und Franz Nölken (1884–1918) und Bildhauer wie Arthur Bock (1875–1957). Unter den Schülerinnen waren Alma del Banco (1862–1943), Lore Feldberg-Eber (1895–1966), Annemarie Ladewig (1919–1945), Gretchen Wohlwill (1878–1962) und Harriet Wolf (1894–1987). Die Kunstschule wurde 1921 als staatliche Ersatz-Fortbildungsschule anerkannt.
Am 25. April 1933 wurde sie wegen ihrer jüdischen Abstammung aus der Hamburgischen Künstlerschaft ausgeschlossen. Als die Reichskammer der bildenden Künste 1936 eine Anmeldepflicht für alle Kunstschulen erließ, durfte Gerda Koppel als Jüdin nicht mehr unterrichten. Nachdem sie die Leitung 1938 an ihre Schülerin Gabriele Stock-Schmilinsky (1903–1984) übergeben hatte, emigrierte Gerda Koppel nach Kopenhagen.